# 桜井の別れ

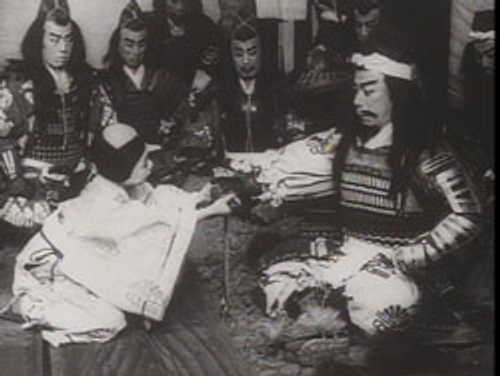
1921年（大正10年）、文部省主催の活動写真展覧会で実演された『楠公訣別』の録画映像（重要文化財、国立映画アーカイブ所蔵）手前右の楠木正成役は尾上松之助。

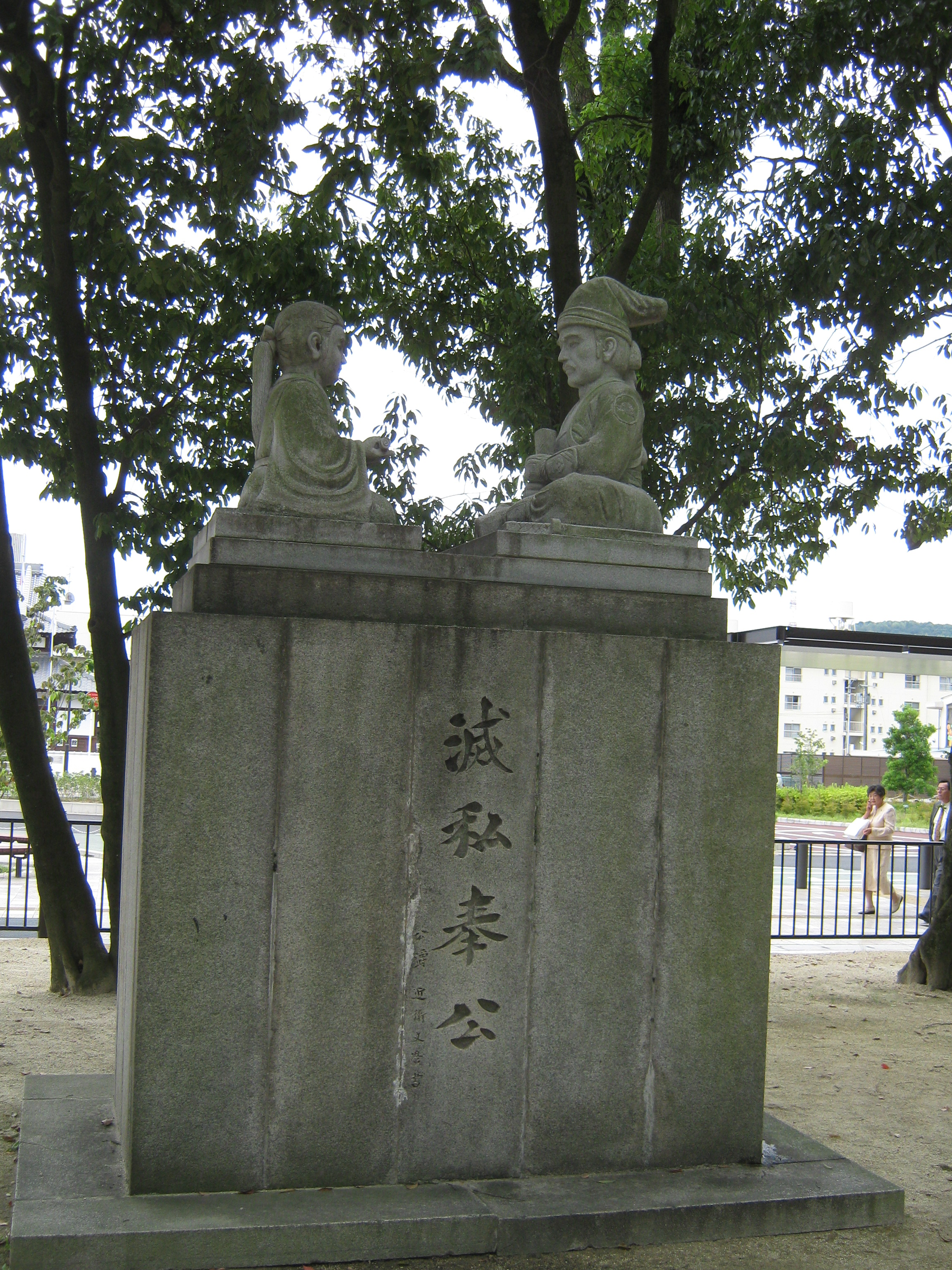
桜井駅跡にある父子別れの石像

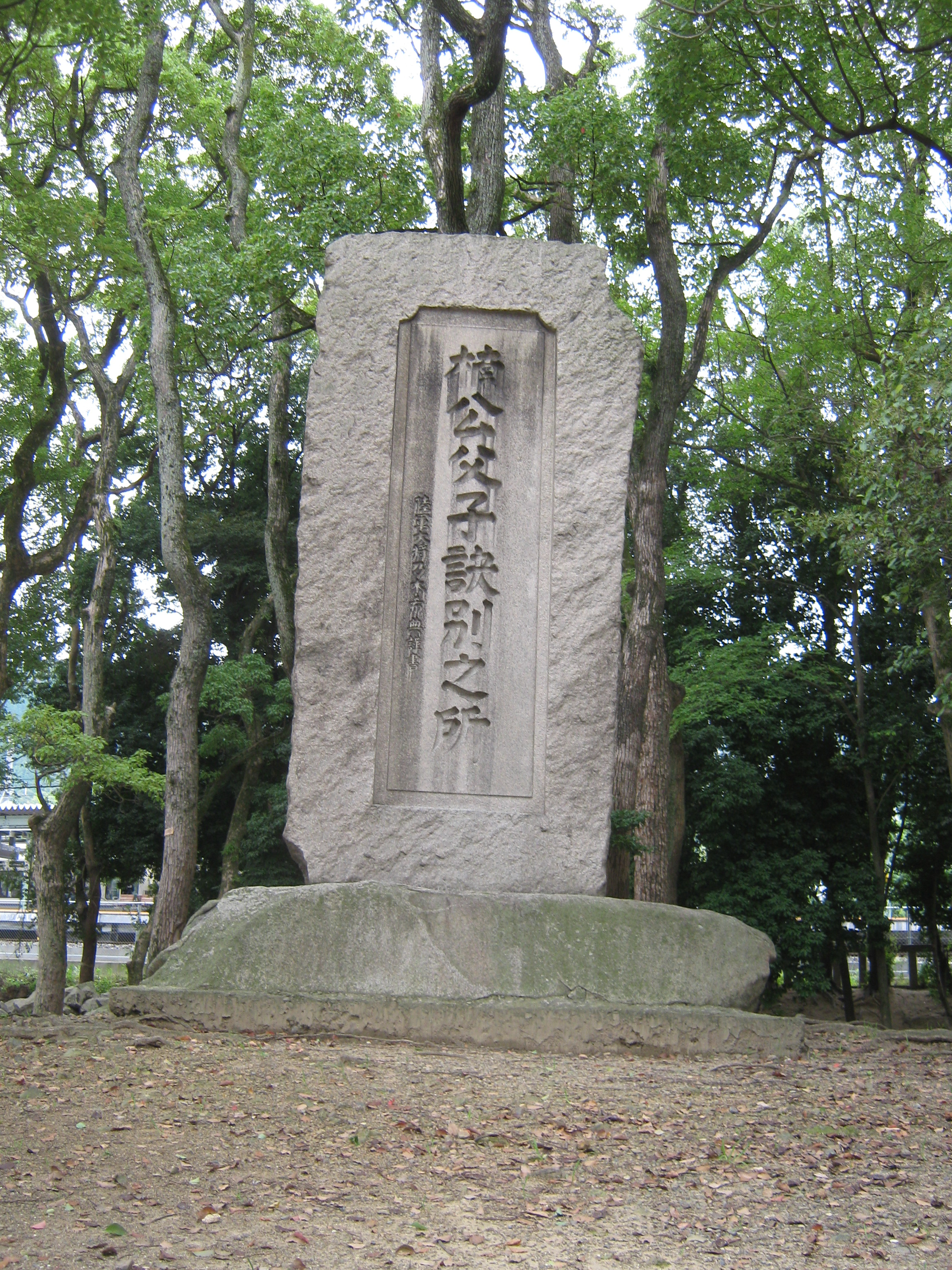
「楠公父子訣別之所」碑

桜井の別れ（さくらいのわかれ）は、西国街道の桜井駅（桜井の駅、さくらいのえき）で、楠木正成・正行父子が訣別する逸話である。桜井駅で別れた後、正成は湊川の戦いに赴いて戦死し、今生の別れとなった。桜井の駅の別れ、桜井の訣別ともいう。
古典文学『太平記』の名場面のひとつで、国語・修身・国史の教科書に必ず載っていた逸話であり、いわゆる戦前教育を受けた者には大変有名な話であった。
「駅」とは宿駅のことで、711年（和銅4年）に摂津国島上郡（現在の大阪府三島郡島本町）に置かれた大原駅であるともいわれている。

## 概要

### 伝承
『太平記』によると、「桜井の別れ」のあらましは次の通り。
建武3年5月（1336年6月）、九州で劣勢を挽回して山陽道を怒濤の如く東上してきた足利尊氏の数十万の軍勢に対し、その20分の1ほどの軍勢しか持たない朝廷方は上を下への大騒ぎとなった。新田義貞を総大将とする朝廷方は兵庫に陣を敷いていたが、正成は義貞の器量を疑い、今の状況で尊氏方の軍勢を迎撃することは困難なので、尊氏と和睦するか、またはいったん都を捨てて比叡山に上り、空になった都に足利軍を誘い込んだ後、これを兵糧攻めにするべきだと後醍醐帝に進言したが、いずれも聞き入れられなかった。そこで正成は死を覚悟し、湊川の戦場に赴くことになった。
その途中、桜井駅にさしかかった頃、正成は数え11歳の嫡子・正行を呼び寄せて「お前を故郷の河内へ帰す」と告げた。「最期まで父上と共に」と懇願する正行に対し、正成は「お前を帰すのは、自分が討死にしたあとのことを考えてのことだ。帝のために、お前は身命を惜しみ、忠義の心を失わず、一族郎党一人でも生き残るようにして、いつの日か必ず朝敵を滅せ」と諭し、形見にかつて帝より下賜された菊水の紋が入った短刀を授け、今生の別れを告げた。なお、訣別に際して桜井村の坂口八幡宮に菊水の旗と上差しの矢一交が納められ、矢納神社の通称で呼ばれた。

### 考証
延元5年/暦応3年（1340年）に正行自身が建水分神社に奉納した扁額に「左衛門少尉」の自筆が記されたことによって、当時の正行はすでに左衛門少尉の官職に就いており、年齢はすでに20歳前後だったという説が古くからあり、近年にも作家の井沢元彦が著書において、忠臣を称える宋学の立場から正行の年齢を11歳に設定にしたという説を展開している。また桜井駅の別れそのものを創作とする向もあり、早くも明治初年に重野安繹がこれを唱えている。

## 題材にした作品
- 能： 四番目物の「侍物」
  - 喜多流の『桜井』（さくらい）
  - 金剛流の『桜井駅』（さくらいのえき）
  - 観世流の『楠露』（くすのつゆ）
- 吉備楽
  - 『桜井駅』
- 唱歌

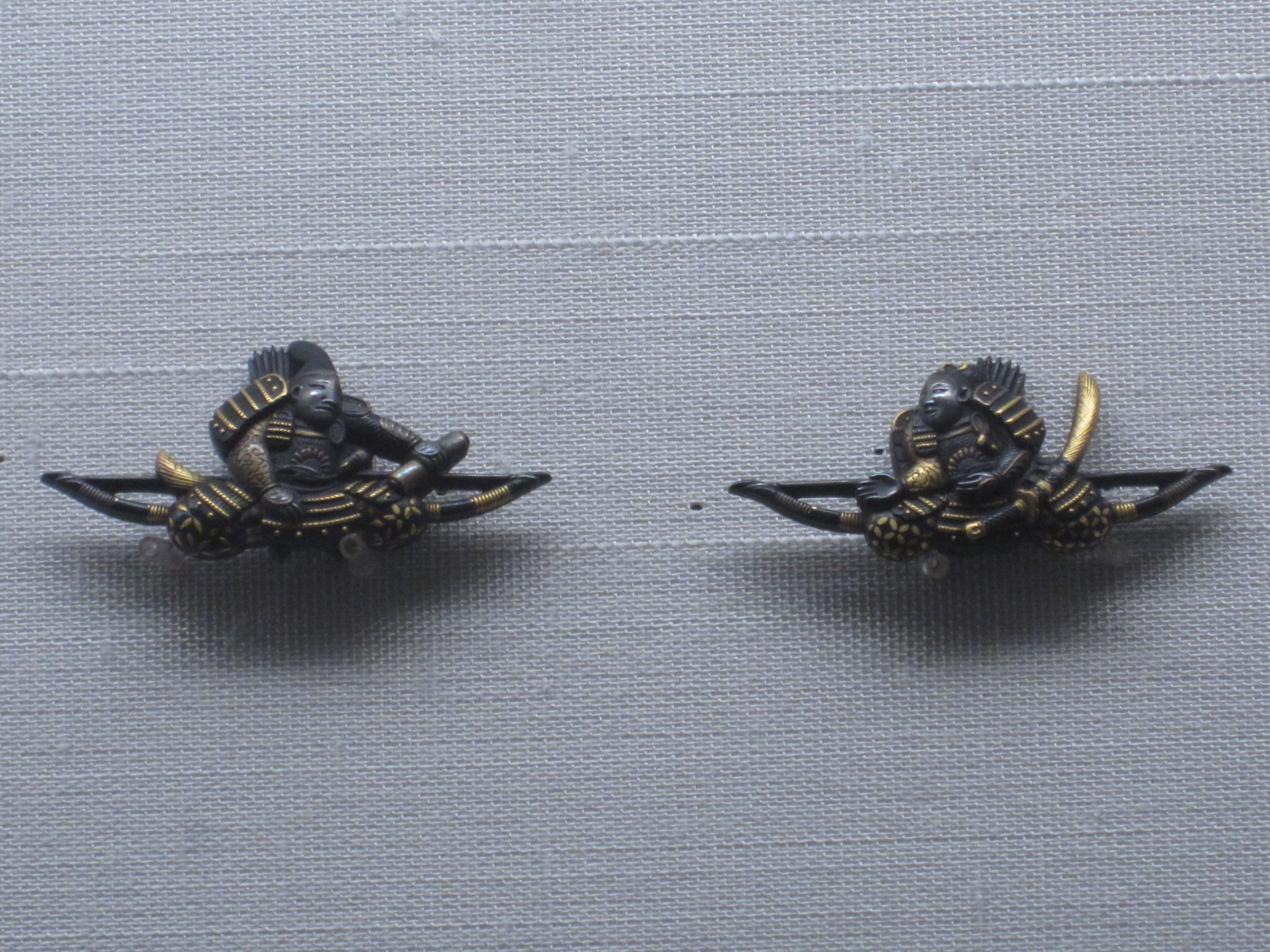
今井永武作・楠公父子訣別図目貫、江戸時代・19世紀、東京国立博物館所蔵。

  - 『鉄道唱歌』 - 「心の花も桜井の 父の遺訓を身にしめて 引きは返さぬ武士の 戦死のあとは此土地よ」 『地理教育鉄道唱歌 第5集 関西・参宮・南海篇』大和田建樹作詞、1900年（明治33年）[2]。
  - 「桜井の訣別」 - 「青葉茂れる桜井の 里のわたりの夕まぐれ ……」 『楠公の歌』落合直文作詞、奥山朝恭作曲、1903年（明治36年）[3]。
  - 「桜井のわかれ」 - 「必死を期する 軍（いくさ）の門出 ……」『尋常小学唱歌』（第4学年）堀沢周安作詞、不詳（文部省唱歌）作曲、1912年（明治45年/大正元年）[4]。

- 長唄
  - 『楠公』　-　「駒をば暫し（しばし）櫻井の 宿（しゅく）に止めて（とどめて）・・・」、「汝（なんじ）は是（これ）より故郷（ふるさと）へ 疾々（とくとく）帰れと促せば」、榎本虎彦作詞、十三世杵屋六左衛門作曲、1902年（明治35年）。